# 199194 Calcatreppola
199194 Calcatreppola este o planetă minoră (asteroid) din centura de asteroizi. A fost descoperită pe 3 ianuarie 2006 la Osservatorio Astronomico di Gnosca⁠(d) de Stefano Sposetti⁠(d). 
Obiectul prezintă o orbită caracterizată de o semiaxă mare de 2,2748087463816 UAi, o excentricitate de 0,14814159071198, o înclinație de 4,1743854234294 ° în raport cu ecliptica.